# Vertigo (Eden)
Vertigo è il primo album in studio del musicista irlandese Eden, pubblicato nel 2018.

## Tracce
1. Wrong – 1:04
2. Take Care – 3:15
3. Start//End – 5:34
4. Wings – 2:57
5. Icarus – 6:45
6. Lost//Found – 3:23
7. Crash – 3:52
8. Gold – 3:16
9. Forever//Over – 5:42
10. Float – 3:18
11. Wonder – 4:23
12. Love; Not Wrong (Brave) – 3:37
13. Falling in Reverse – 4:59